# نبیل الشحمه
نبیل الشحمه (عربی: نبيل الشحمة؛ زادهٔ ۱۷ مارس ۱۹۷۴) بازیکن فوتبال اهل سوریه بود.
وی همچنین در تیم ملی فوتبال سوریه بازی کرده‌است.